# أساطير فيجية
تُشير الأساطير الفيجية إلى مجموع المعتقدات التي يمارسها السكان الأصليون في جزيرة فيجي. وتشمل الآلهة ديجي (Degei)، الثعبان الذي هو الإله الأعلى لفيجي، وهو خالق العالم (الفيجي). يُحاكم النفوس الميتة حديثا بعد مرورها من خلال واحد من اثنين من الكهوف: سيباسيبا أو دراكولو. عدد قليل يرسل إلى الجنة بوروتو (Burotu)، ومعظم الآخرين يتم طرحهم في بحيرة، حيث سوف يغرقون في نهاية المطاف إلى قاع موريموريا (Murimuria) على أن يُكافئوا أو يعاقبوا في الحياة الآخرة.